# قنات‌ماهی‌های ایبری
قنات‌ماهی‌های ایبری (نام علمی: Iberochondrostoma) نام یک سرده از خانواده کپورماهیان است.